# Tani Bunchō

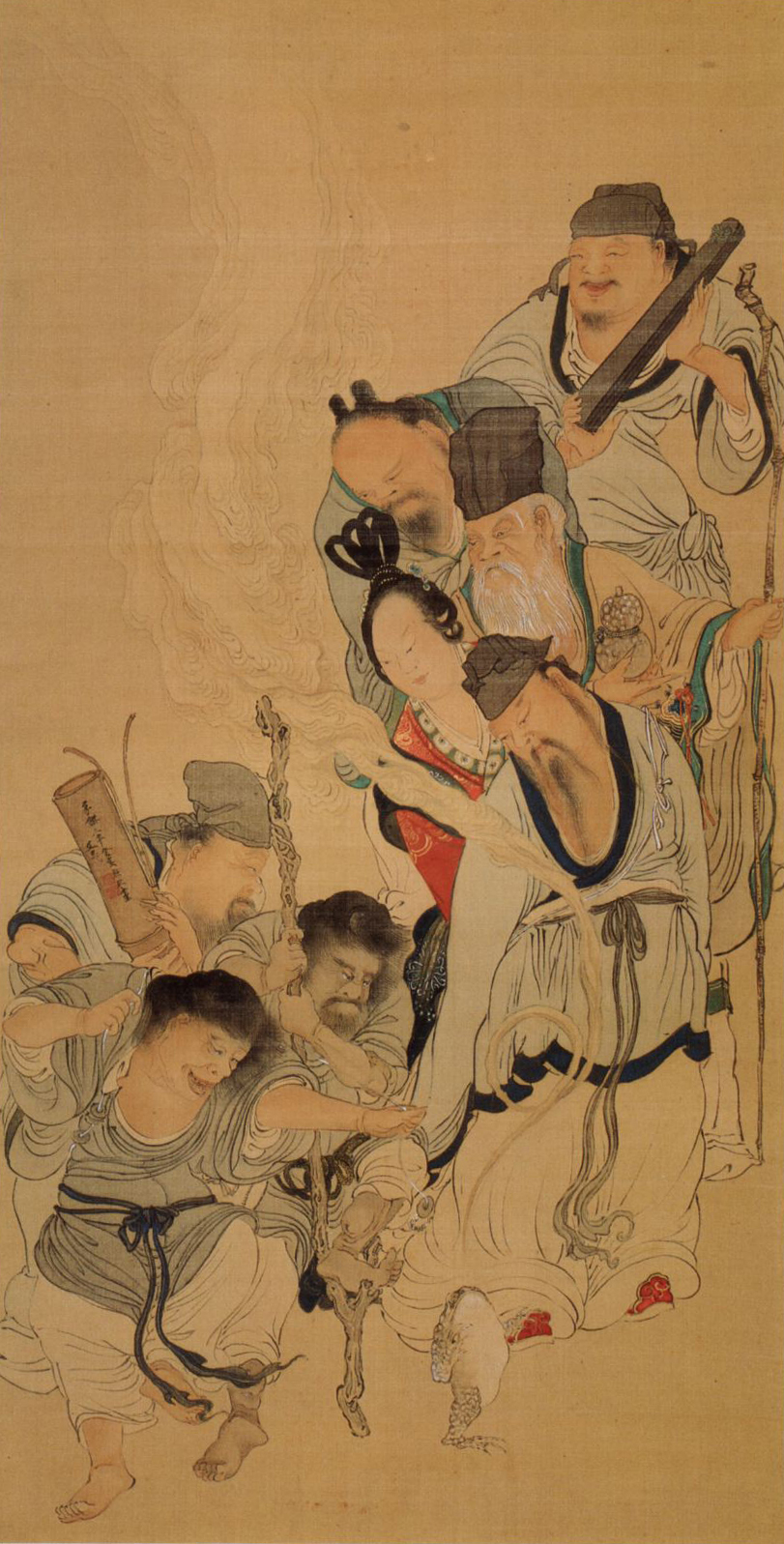
Hassenninzu (八仙人図): Abbildung der Acht Unsterblichen (1803)

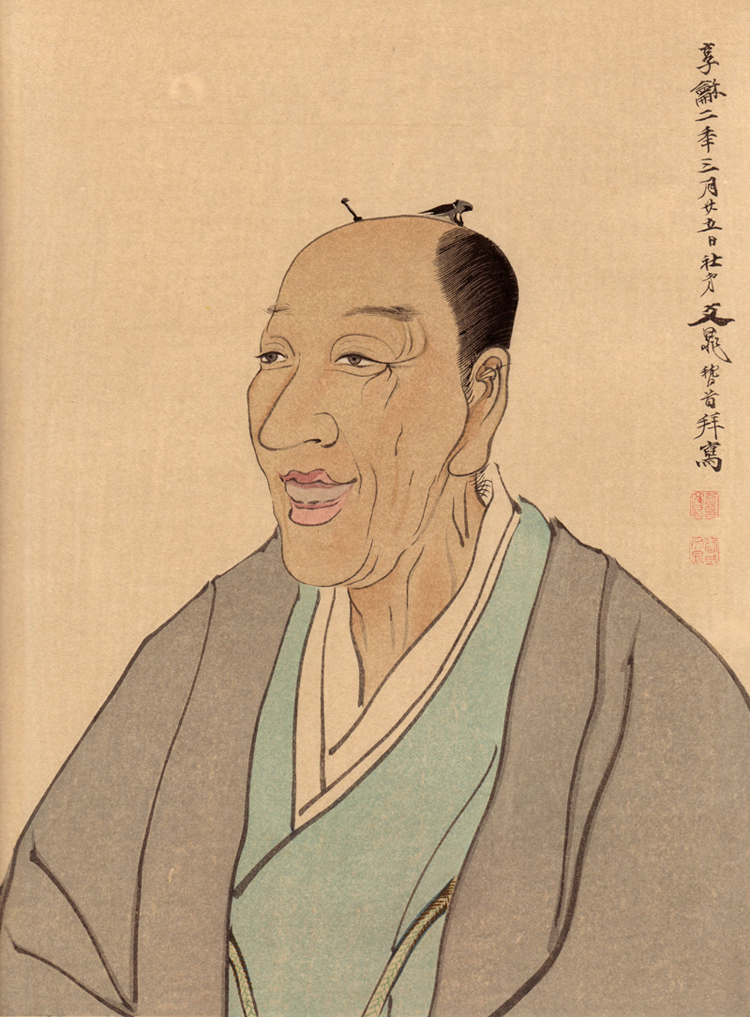
Porträt Kimura Kenkadō

Tani Bunchō (japanisch 谷 文晁), eigentlich Tani Masayasu (谷 正安) (* 15. Oktober 1763 in Negishi, Shitaya, Edo; † 6. Januar 1841) – er wurde Tani Bungorō (谷 文五郎) gerufen und benutzte die Künstlernamen Shazanrō (冩山樓) und Gagakusai (画学斎) – war ein Maler und Dichter der Edo-Zeit.
Er war der älteste Sohn des berühmten Kanshi-Dichters (漢詩, Kanshi, dt. „chinesische Poesie“) Tani Rokkoku.
Zum Zeitpunkt seiner Geburt stand seine Familie schon seit zwei Generationen im Dienste des Tayasu-Klans, angefangen mit der steuerlichen Beratung Tanis Großvaters, der die Tayasu seinerzeit vor einem ökonomischen Desaster bewahrt hatte und somit seiner Familie zu einem sicheren Lebensunterhalt verhalf. Die Bekanntheit des Vaters ebnete Bunchō den Weg in die kulturellen Kreise Edos und ermöglichte ihm ein landesweites Netzwerk aufzubauen.

## Künstlerischer Werdegang
Seine künstlerische Ausbildung begann er bei Katō Bunrei, einem Meister der Kanō-Schule. Danach arbeitete er bei Watanabe Gentai, einem Meister der chinesischen Kunst der Landschaftsmalerei der „Nordschule“. Weiteren Einfluss auf seine Arbeit hatten der Nanga-Stil („Südschule“) und die Japanische Malerei der Yamato-e. Sein Malstil wird daher als namboku gappa (南北合派, „Nordsüdsynthese-Stil“) bezeichnet.
1788 beginnt Bunchō seine Anstellung bei der Tayasu Familie als „Künstlerischer Lehrling des Hauses“ (okuzuke minarai). 1792 wurde er „persönlicher Gefolgsmann“ (tsuke) des Regenten Matsudaira Sadanobu, mit dem Bunchō nicht nur ein arbeitsbezogenes Verhältnis verband, sondern auch ein freundschaftliches. So schickte Sadanobu Bunchō oft auf Reisen, auf denen der Maler wichtige überregionale Kontakte knüpfen konnte, die für sein Schaffen von großer Bedeutung waren (z. B. die Künstlertreffen des Sakeherstellers und Malers im Nanga-Stil Kimura Kenkadō).
Angesichts drohender Konflikte mit dem Ausland (z. B. Russland, das die Öffnung Japans für freien Handel wollte) erließ der Shōgun den Auftrag, die Verteidigungsanlagen der Küstenregionen zu überprüfen. Sadanobu nahm diese Aufgabe persönlich in die Hand und ließ sich auf der Reise 1793 von Tani Bunchō, dem „malenden Reporter“, begleiten, damit dieser möglichst naturgetreue Abbildungen gesehener Landschaften anfertige, mit denen sich eventuelle Verteidigungsstrategien planen ließen. Hieraus entstand das Werk Kōyo tanshō zu (公余探勝図).
Viele weitere Landschaftsbilder entstanden aus ähnlichen Aufträgen. Der Maler beherrschte viele Stile und wendete diese auch an, um möglichst realistische Darstellungen des mit dem Auge Gesehenen anzufertigen. Von besonders großer Bedeutung für seine Genauigkeit ist yōfūga (洋風画), die Malerei im westlichen Stil. Er konnte seinen individuellen Stil unterdrücken und zeichnete sich als guter Kopierer und Restaurator historisch wichtiger Werke aus. Seine Existenz war durch seinen Dienst unter Daimyō Matsudaira Sadanobu gesichert. 
Bunchō ist auch als Verfasser von bebilderten Büchern hervorgetreten. Seine Studien alter Meister fasste er zusammen in Gagakusai kagan zukō und Bunchō zatsurokuchō. Weitere Studien von ihm sind Honchō gasan, Gagaku sōsho, Nihon meizan zue und Shazanrō gahon.
Bunchō hatte zahlreiche Schüler, die er in seiner Schule (画塾写山楼, Gajuku shazanrō) in Edo ausbildete. Die vier bedeutendsten Tani-Bunchō-mon shitetsu (谷文晁四哲) genannt, waren Watanabe Kazan, Tachihara Kyōsho, Tsubaki Chikuzan und Takaku Aigai. Auch Tanomura Chikuden war ein Schüler Tanis.
Kritiken zufolge fehlt es den Bildern Tanis trotz seines hohen technischen Niveaus und seiner tiefen künstlerischen Bildung an Begeisterung. In seiner reifen Phase schuf Tani Porträts von stark realistischem Stil.

## Galerie
- [4]

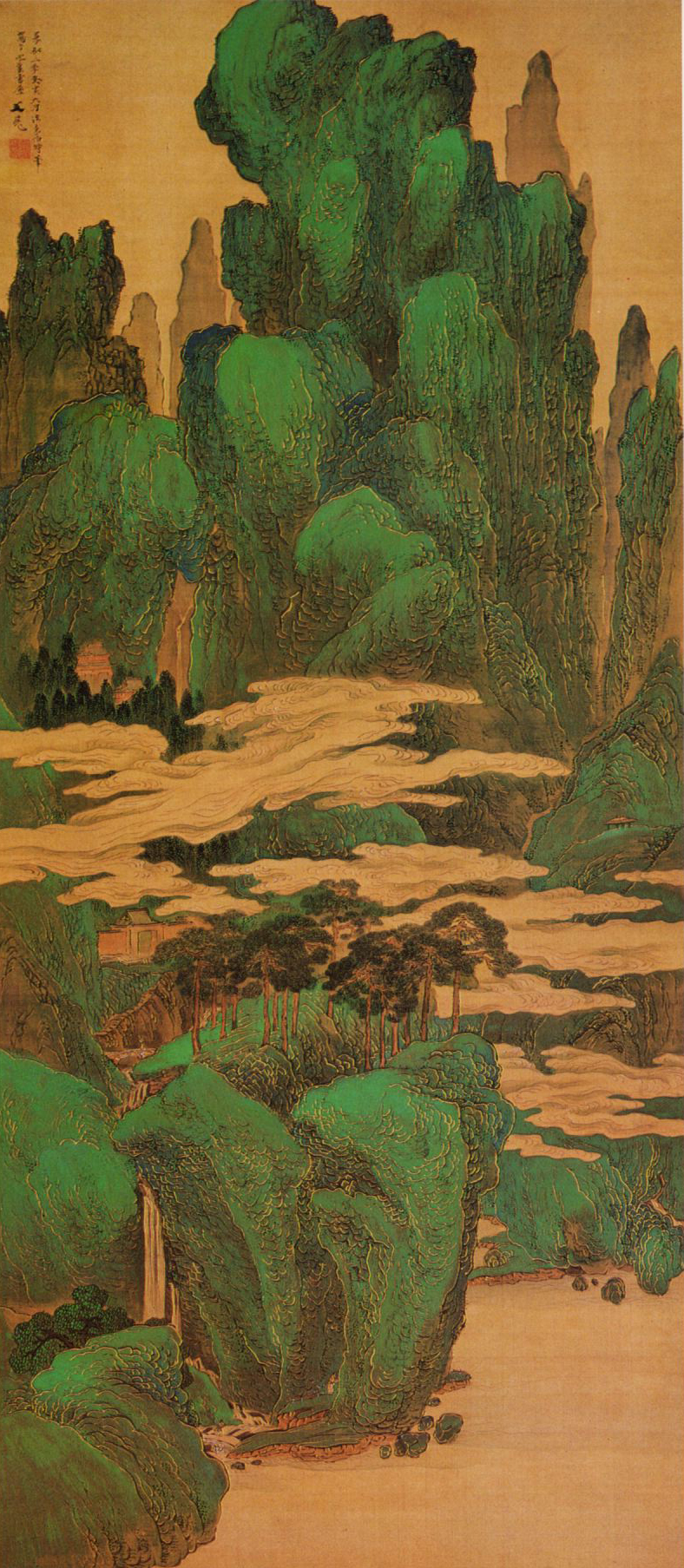
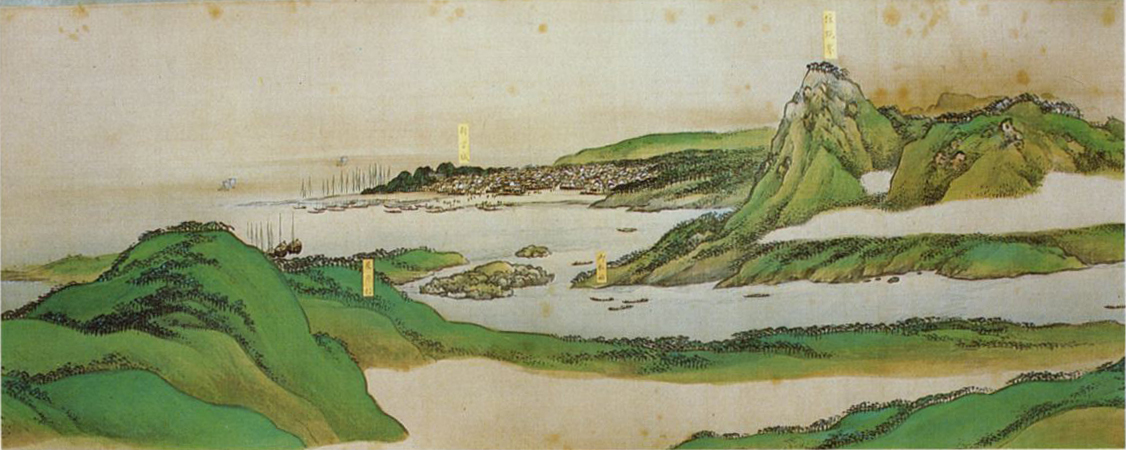
Boote bei Kumano (Fortsetzung)
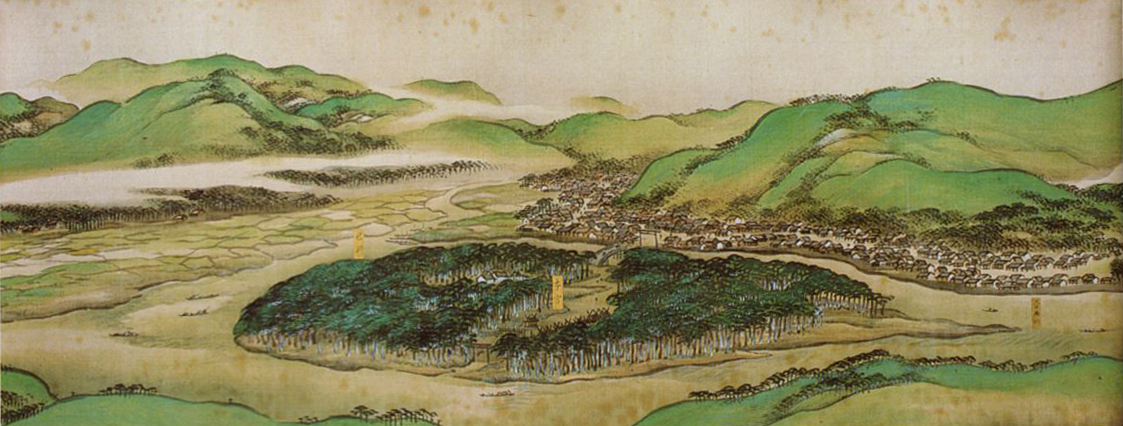
Boote bei Kumano
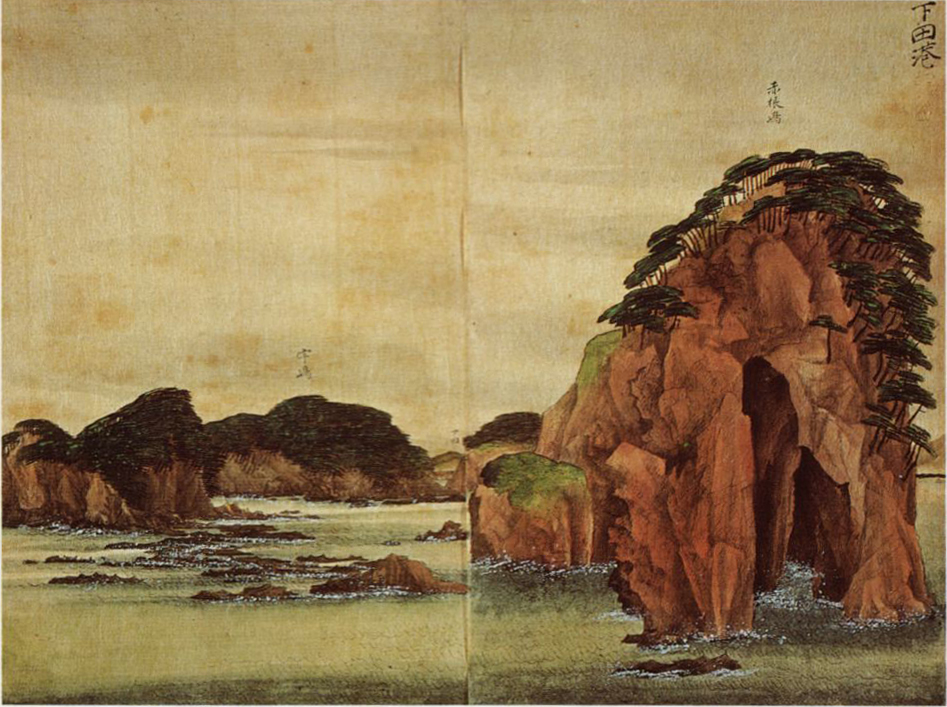
Shimoda (aus Kōyo tanshō zu)